# 埃德·詹金斯
埃德·詹金斯（英語：Ed Jenkins，1986年5月26日—），澳大利亚男子橄榄球运动员。他曾代表澳大利亚七人制国家队参加2010年和2014年英联邦运动会七人制橄榄球比赛，获得一枚银牌和一枚铜牌。